# Sorkaktani-beki

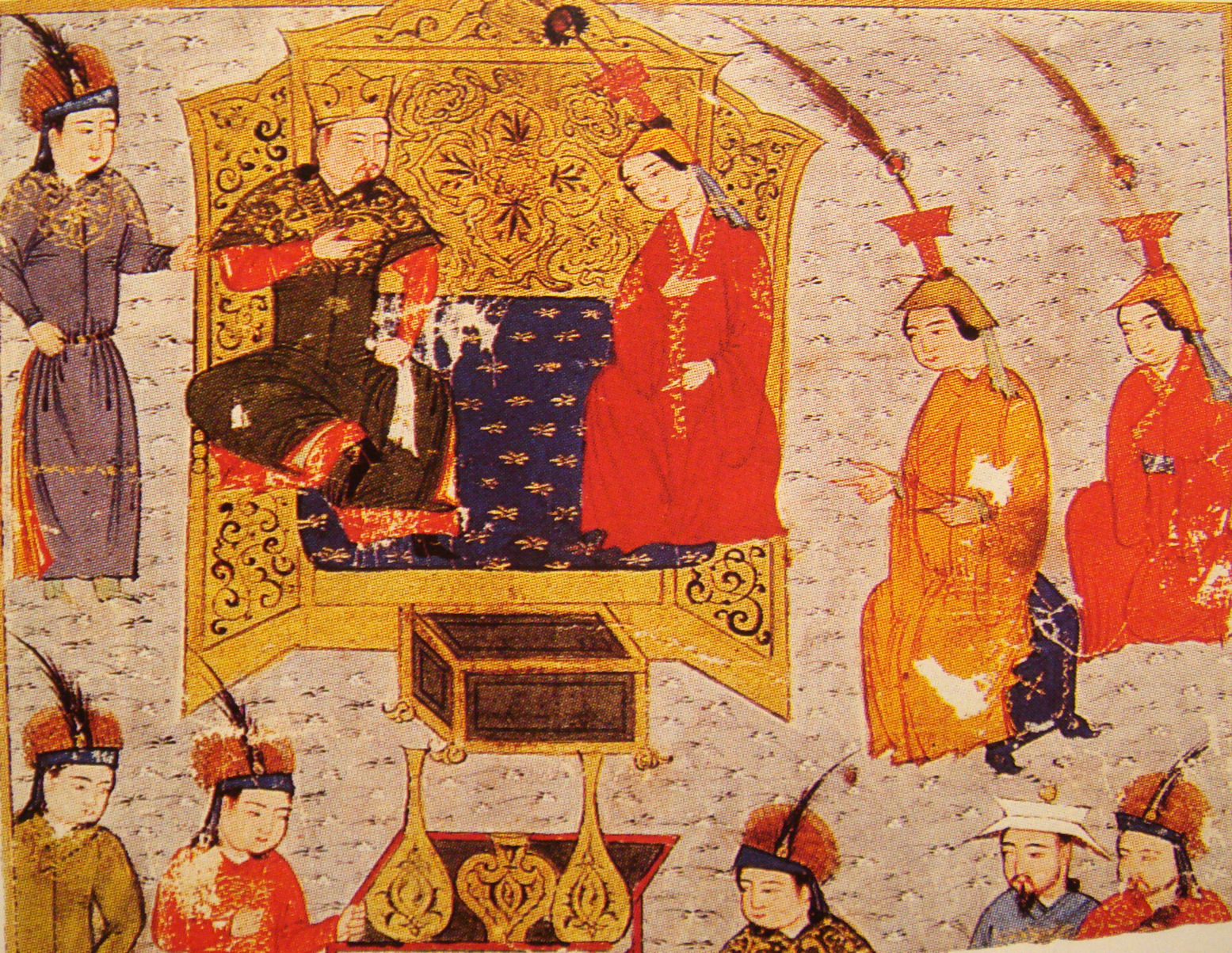
Sorkaktani-beki

Sorkaktani-beki (ur. ?, zm. 1252) – księżniczka mongolska, żona Tołuja, matka Mongkego, Kubilaja, Hulagu i Aryka Böge.

## Młodość
Była córką chana Kereitów – To'oriła – po jego upadku i podbiciu Kereitów przez Czyngis-chana została żoną jego najmłodszego syna, Tołuja. Po jego śmierci w 1232 roku odmówiła poślubienia księcia z rodu Ugedeja, uzasadniając to obowiązkiem obrony interesów swoich dzieci i przez wiele lat sprawowała samodzielną władzę nad ułusem męża.

## Rządy
Sorkaktani, jak większość Kereitów, była nestorianką. Jeszcze za życia Tołuja na ich dworze funkcjonował Kościół nestoriański, a ich dzieci uczestniczyły w nabożeństwach. Po objęciu rządów otaczała się doradcami nestoriańskimi, a także przedstawicielami innych podbitych przez Mongołów narodów. Lew Gumilow uznaje ją za liderkę stronnictwa dążącego do przejęcia władzy w imperium przez narody podbite. Poza ziemiami odziedziczonymi po mężu rządziła także znaczną częścią terenów podbitych za rządów Ugedeja w Chinach. Od śmierci męża pozostawała w umiarkowanej opozycji do rządu Ugedeja, a następnie jego żony Toregene, jednak dopiero za panowania ich syna Gujuka podjęła przeciw niemu stanowcze działania. Wiadomo, że poinformowała Batu-chana o tajnych przygotowaniach Gujuka do wojny przeciwko niemu. Niektórzy historycy przypuszczają też, że przyczyniła się do tajemniczej śmierci tego ostatniego. Wobec niepowodzeń wdowy po Gujuku, Oguł Kajmysz, w zdobyciu poparcia dla kolejnych kandydatur na chana z rodu Ugedeja wysunęła w porozumieniu z Batu-chanem kandydaturę swego syna Mongkego. Gdy pierwszy popierający go kurułtaj, zorganizowany przez Batu, został uznany za nielegalny – jako odbywający się poza Mongolią, zwołała kolejny kurułtaj na własnych ziemiach, ochraniany przez wojska brata Batu – Berke. Umarła rok później w lutym 1252 roku, przed śmiercią przestrzegając synów przed sporami i podkreślając wagę jedności rodu. Swoje dzieci starała się wychowywać w duchu chrześcijańskim, choć zgodnie z Jasą synowie nie mogli porzucić religii przodków. Największe powodzenie uzyskała tu w przypadku Aryk Böge, niemniej wszyscy wykazywali sympatie prochrześcijańskie. Trzech z jej synów – Mongke, Kubilaj i Aryk Böge – zostało wielkimi chanami (choć ten ostatni został po wojnie z Kubilajem pozbawiony tytułu). Czwarty syn Hulagu-chan podbił Iran i założył własną dynastię Ilchanidów.